# També això passarà
 També això passarà (títol original en castellà, También esto pasará) és una pel·lícula dramàtica del 2025 dirigida per Maria Ripoll basada en la novel·la de Milena Busquets. És protagonitzada per Marina Salas. És una coproducció hispano-italiana. Gravada majoritàriament en castellà, inclou alguns diàlegs en català, i també s'ha subtitulat al català.

## Trama
La Blanca segueix un estil de vida desenfrenada. Després de la mort de la seva mare, torna a la casa on va passar la infància, a Cadaqués, per afrontar el dol.

## Repartiment
- Marina Salas com a Blanca[4]
- Susi Sánchez com a Elena[5]
- Carlos Cuevas com a Santi[5]
- Sara Espígul com a Sofía[5]
- Andrea Trepat com a Elisa[5]
- David Menéndez com a Guillem[5]
- Borja Espinosa com a Martí[5]
- Carles Francino com a Óscar[5]
- Fermí Reixach com a Jorge[5]

## Producció

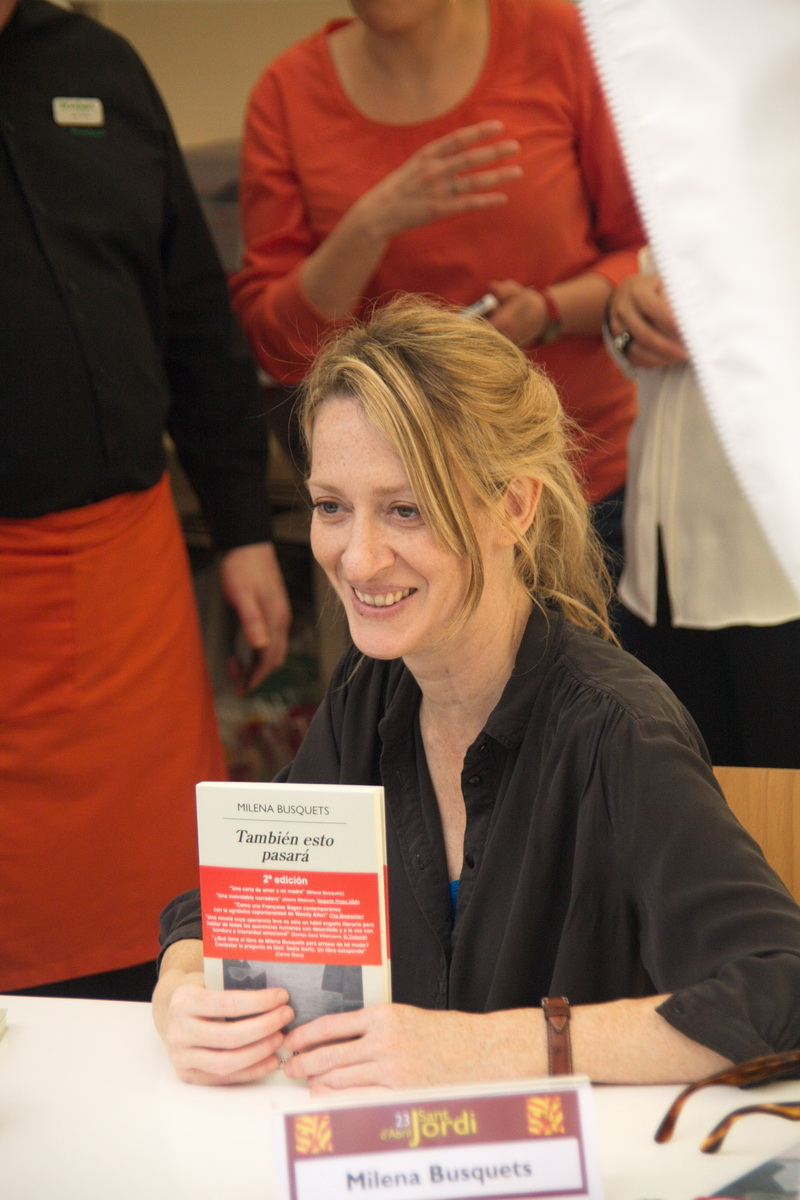
La pel·lícula està basada en També això passarà de Milena Busquets

La pel·lícula està basada en la novel·la També això passarà (2015) de Milena Busquets, que tracta de l'experiència de l'autora al voltant de la mort de la seva mare Esther Tusquets.
És una coproducció hispano-italiana de Morena Films, Evafilms, La Gauche Divine AIE juntament amb Rosamont amb la participació de RTVE, 3Cat i Amazon Prime Video. Els llocs de rodatge a Catalunya inclouen Cadaqués i Barcelona.

## Estrena
La pel·lícula es va projectar en una franja no competitiva del 28è Festival de Cinema de Màlaga el 15 de març de 2025.
Distribuïda per A Contracorriente Films, va arribar als cinemes d'Espanya el 9 de maig de 2025.

## Rebuda
Andrea G. Bermejo, de Cinemanía, va cridar l'atenció sobre l'actuació de Salas, i va escriure que "aporta una profunditat i una veritat preciosa al seu personatge".
Javier Ocaña va lamentar el resultat, qualificant-lo de "trivial autocomplaent, generalment elegant i ocasionalment mordaç, però buit al cap i a la fi" i el va comparar desfavorablement amb el "formidable" llibre de Busquets.
Laura Pérez de Fotogramas va donar a la pel·lícula una puntuació de 3 de 5 estrelles, i va destacar l'actuació de Salas com el millor de la pel·lícula.